# Bundesautobahn 255
La Bundesautobahn 255 (ou BAB 255, A255 ou Autobahn 255) est une autoroute passant par Hambourg. Elle mesure 2 kilomètres.